# Centro Cultural BOD
Centro Cultural de Arte Moderno de Caracas CCAM también conocido como Centro Cultural BOD. Es un centro cultural habilitado para recibir conciertos, obras teatrales, espectáculos, foros, seminarios, eventos culturales, ferias, exposiciones de arte, recepciones y una variedad de actividades de diversa índole. 
Originalmente denominado Centro Cultural Consolidado, fundado en 1990 con el patrocinio de la Fundación Banco Consolidado, tomó después el nombre de Centro Cultural Corp Group y posteriormente Centro Cultural BOD-Corpbanca. Actualmente conserva las mismas características arquitectónicas del original Centro Cultural Consolidado: las de un espacio multifuncional, que ocupa distintos niveles de la Torre Financiera BOD. Se encuentra frente a la Plaza La Castellana, también conocida como la plaza Isabel la Católica, entre las Avenidas Blandín y Los Chaguaramos, en el Municipio Chacao del Estado Miranda al este del Distrito Metropolitano de Caracas, capital de Venezuela.

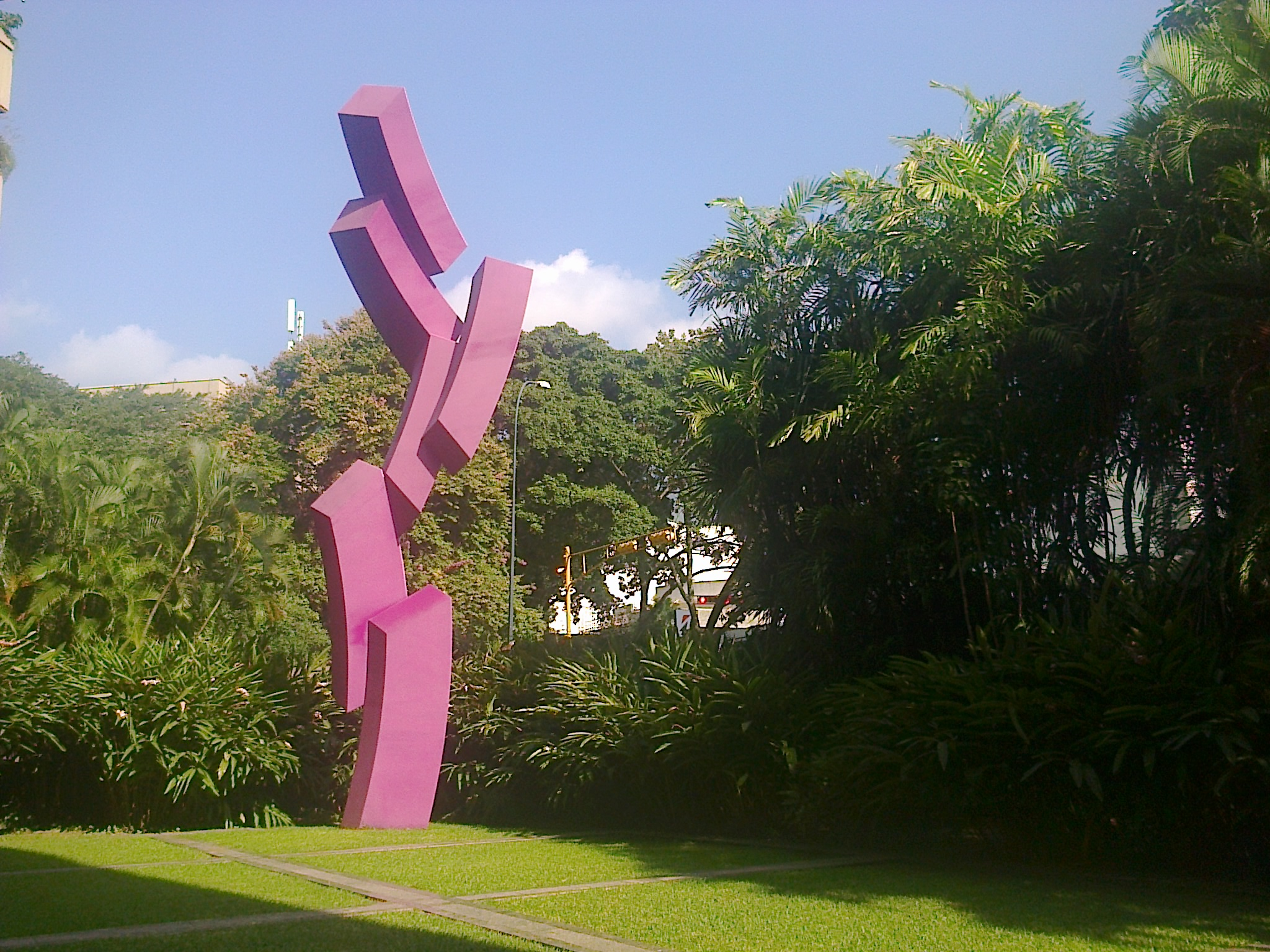
Vista de los jardines del centro.

Posee una sala originalmente diseñada por el arquitecto del Teatro Teresa Carreño, Tomás Lugo, de capacidad total de 450 lugares, la cual, gracias a su particular configuración en escuadra permite el uso independiente de cada ala. La sala de exposiciones se despliega en tres niveles, lo cual permite una singular flexibilidad expositiva. Otros espacios utilizados por el Centro Cultural incluyen el Penthouse, mezzanina, sala experimental y espacios abiertos de la Torre, entre otros.